# Orbea (azienda)
Orbea è un produttore spagnolo di biciclette. Originariamente produceva fucili e pistole, in seguito alla Guerra civile spagnola cambio attività, ora produce biciclette da corsa e mountain bike anche di fascia alta con telai in carbonio.
Orbea è stata per anni lo sponsor di diversi team professionistici, incluso il team basco Euskaltel-Euskadi, attivo fino al 2013.